# Säntis
Le Säntis, culminant à 2 502 m d'altitude, est un sommet du Nord-Est des Alpes suisses. Il est le point culminant du massif de l'Alpstein appartenant aux Préalpes appenzelloises, à cheval entre les cantons d'Appenzell Rhodes-Extérieures, d'Appenzell Rhodes-Intérieures et de Saint-Gall

## Géographie
Le Säntis est situé au nord-ouest des Alpes (Préalpes appenzelloises) dans la région de l'Alpstein (de), à peu près 10 kilomètres au sud-est de la ville d'Appenzell. Sur le Säntis, trois cantons se rencontrent : Appenzell Rhodes-Extérieures (commune de Hundwil), Appenzell Rhodes-Intérieures (district de Schwende), Saint-Gall (commune de Wildhaus-Alt Sankt Johann).
Bien que le Säntis ne culmine qu'à 2 502 mètres au-dessus de la mer, il figure, grâce à l'isolement des Préalpes appenzelloises, à la douzième place dans les Alpes et à la vingt-neuvième en Europe pour sa proéminence.
Le Säntis est constitué de couches de plis calcaires réguliers datant de l'époque du Crétacé. Ces couches, venant du sud par gravité, ont été charriées par un substratum de flysch. Isolé par l'érosion, il ne forme plus qu'une klippe ou îlot géologique. Cette érosion a sculpté les anticlinaux couchés vers le nord-est en une série de falaises calcaires abruptes.

## Climat
La situation exposée du Säntis cause des conditions météorologiques extrêmes qu'on ne trouve d'habitude qu'en haute montagne. En avril 1999, la station météorologique du sommet enregistre une hauteur de neige de 816 cm, soit la plus haute jamais mesurée à une station météorologique suisse.
La température moyenne est de −1,2 °C, il y a 2 837 mm de précipitations par an, ce qui en fait la station météorologique la plus arrosée de Suisse.
| Mois                                              | jan.  | fév.  | mars  | avril | mai  | juin | jui. | août | sep. | oct. | nov.  | déc.  | année   |
| ------------------------------------------------- | ----- | ----- | ----- | ----- | ---- | ---- | ---- | ---- | ---- | ---- | ----- | ----- | ------- |
| Température minimale moyenne (°C)                 | −9,6  | −10,2 | −8,8  | −6,2  | −1,5 | 1,3  | 3,7  | 3,9  | 1,1  | −1,3 | −6,3  | −8,8  | −3,6    |
| Température moyenne (°C)                          | −6,9  | −7,7  | −6,3  | −3,9  | 0,7  | 3,6  | 6,1  | 6,1  | 3,4  | 1    | −3,9  | −6,2  | −1,2    |
| Température maximale moyenne (°C)                 | −4,1  | −5    | −4,1  | −2    | 2,8  | 6    | 8,8  | 8,9  | 6    | 3,7  | −1,2  | −3,4  | 1,4     |
| Nombre de jours avec gel                          | 30,7  | 27,9  | 30,5  | 27,8  | 19,5 | 12,3 | 5,8  | 4,8  | 11,8 | 17,7 | 26,8  | 30,4  | 246     |
| Nombre de jours avec température maximale ≤ 0 °C  | 26,1  | 23,8  | 24,5  | 19,7  | 7,7  | 4,1  | 0,8  | 0,8  | 3,2  | 6,2  | 17,1  | 23,5  | 157,5   |
| Nombre de jours avec température maximale ≥ 25 °C | 0     | 0     | 0     | 0     | 0    | 0    | 0    | 0    | 0    | 0    | 0     | 0     | 0       |
| Ensoleillement (h)                                | 135   | 138   | 149   | 151   | 167  | 155  | 178  | 169  | 161  | 169  | 125   | 115   | 1 809   |
| Précipitations (mm)                               | 255   | 222   | 268   | 204   | 204  | 233  | 285  | 276  | 223  | 176  | 226   | 265   | 2 837   |
| dont neige (cm)                                   | 147,8 | 154   | 164,3 | 116,8 | 61,5 | 43,8 | 18   | 16,6 | 43   | 60,5 | 131,3 | 156,8 | 1 114,4 |
| dont nombre de jours avec précipitations ≥ 1 mm   | 12,7  | 11,9  | 15,7  | 14,1  | 15,2 | 16,3 | 16,3 | 16   | 13,2 | 11,1 | 12,8  | 14,5  | 169,8   |
| Humidité relative (%)                             | 65    | 68    | 75    | 80    | 82   | 84   | 83   | 82   | 78   | 70   | 70    | 68    | 75      |
| Nombre de jours avec neige                        | 14,8  | 13,5  | 16,9  | 14,8  | 9,6  | 6,4  | 2,6  | 2    | 57   | 8,4  | 12,9  | 15,8  | 123,4   |

| Diagramme climatique                                  |            |             |           |            |         |           |           |         |            |             |             |
| J                                                     | F          | M           | A         | M          | J       | J         | A         | S       | O          | N           | D           |
| −4,1−9,6255                                           | −5−10,2222 | −4,1−8,8268 | −2−6,2204 | 2,8−1,5204 | 61,3233 | 8,83,7285 | 8,93,9276 | 61,1223 | 3,7−1,3176 | −1,2−6,3226 | −3,4−8,8265 |
| Moyennes : • Temp. maxi et mini °C • Précipitation mm |            |             |           |            |         |           |           |         |            |             |             |

|                       | jan.                                                             | fév.                                                             | mars                                                             | avril                                                            | mai                                                              | juin                                                             | jui.                                                             | août                                                             | sep.                                                             | oct.                                                             | nov.                                                             | déc.                                                             | année                                                            |
| Journées claires      | 11.1                                                             | 9.8                                                              | 8.1                                                              | 5.5                                                              | 3.9                                                              | 2.4                                                              | 3.3                                                              | 5.4                                                              | 7.8                                                              | 10.4                                                             | 9.0                                                              | 9.8                                                              | 86.5                                                             |
| Journées grises       | 12.4                                                             | 11.6                                                             | 14.4                                                             | 13.4                                                             | 13.6                                                             | 14.1                                                             | 12.9                                                             | 12.3                                                             | 12.1                                                             | 11.0                                                             | 12.6                                                             | 14.1                                                             | 154.5                                                            |
| Journées claires [nb] | Nombre de jours avec une durée d’ensoleillement supérieure à 80% | Nombre de jours avec une durée d’ensoleillement supérieure à 80% | Nombre de jours avec une durée d’ensoleillement supérieure à 80% | Nombre de jours avec une durée d’ensoleillement supérieure à 80% | Nombre de jours avec une durée d’ensoleillement supérieure à 80% | Nombre de jours avec une durée d’ensoleillement supérieure à 80% | Nombre de jours avec une durée d’ensoleillement supérieure à 80% | Nombre de jours avec une durée d’ensoleillement supérieure à 80% | Nombre de jours avec une durée d’ensoleillement supérieure à 80% | Nombre de jours avec une durée d’ensoleillement supérieure à 80% | Nombre de jours avec une durée d’ensoleillement supérieure à 80% | Nombre de jours avec une durée d’ensoleillement supérieure à 80% | Nombre de jours avec une durée d’ensoleillement supérieure à 80% |
| Journées grises [nb]  | Nombre de jours avec une durée d’ensoleillement inférieure à 20% | Nombre de jours avec une durée d’ensoleillement inférieure à 20% | Nombre de jours avec une durée d’ensoleillement inférieure à 20% | Nombre de jours avec une durée d’ensoleillement inférieure à 20% | Nombre de jours avec une durée d’ensoleillement inférieure à 20% | Nombre de jours avec une durée d’ensoleillement inférieure à 20% | Nombre de jours avec une durée d’ensoleillement inférieure à 20% | Nombre de jours avec une durée d’ensoleillement inférieure à 20% | Nombre de jours avec une durée d’ensoleillement inférieure à 20% | Nombre de jours avec une durée d’ensoleillement inférieure à 20% | Nombre de jours avec une durée d’ensoleillement inférieure à 20% | Nombre de jours avec une durée d’ensoleillement inférieure à 20% | Nombre de jours avec une durée d’ensoleillement inférieure à 20% |

## Histoire
Le nom Säntis est utilisé depuis le IXe siècle. Il est dérivé du nom romanche Sambatinus qui signifie « celui qui est né le samedi ». Au début, juste un flanc de montagne qui se trouve à l'alpage portait ce nom. Plus tard, le nom était aussi utilisé pour le sommet et fut traduit en allemand par Semptis ou Sämptis.
Durant la République helvétique (1798 à 1803), le Säntis prête son nom au canton du Säntis.
En 1846, la première auberge est érigée sur le sommet du Säntis, puis en 1882, une station météo.

### Meurtre sur le Säntis
En hiver 1922, il se passe un double meurtre sur le Säntis qui devient très populaire. L'observateur météo Haas et son épouse Maria-Magdalena sont assassinés. L'absence d'enregistrement météo conduit à l'intervention de deux alpinistes qui montent au sommet et découvrent les cadavres. L'assassin est, d'après les enquêtes, le compagnon cordonnier Georg Anton Kreuzpointer qui se pend trois semaines après dans son chalet. On ne connaît toujours pas les circonstances de ce double meurtre. Ce drame a conduit à de nombreuses légendes.

## Émetteur et station météo

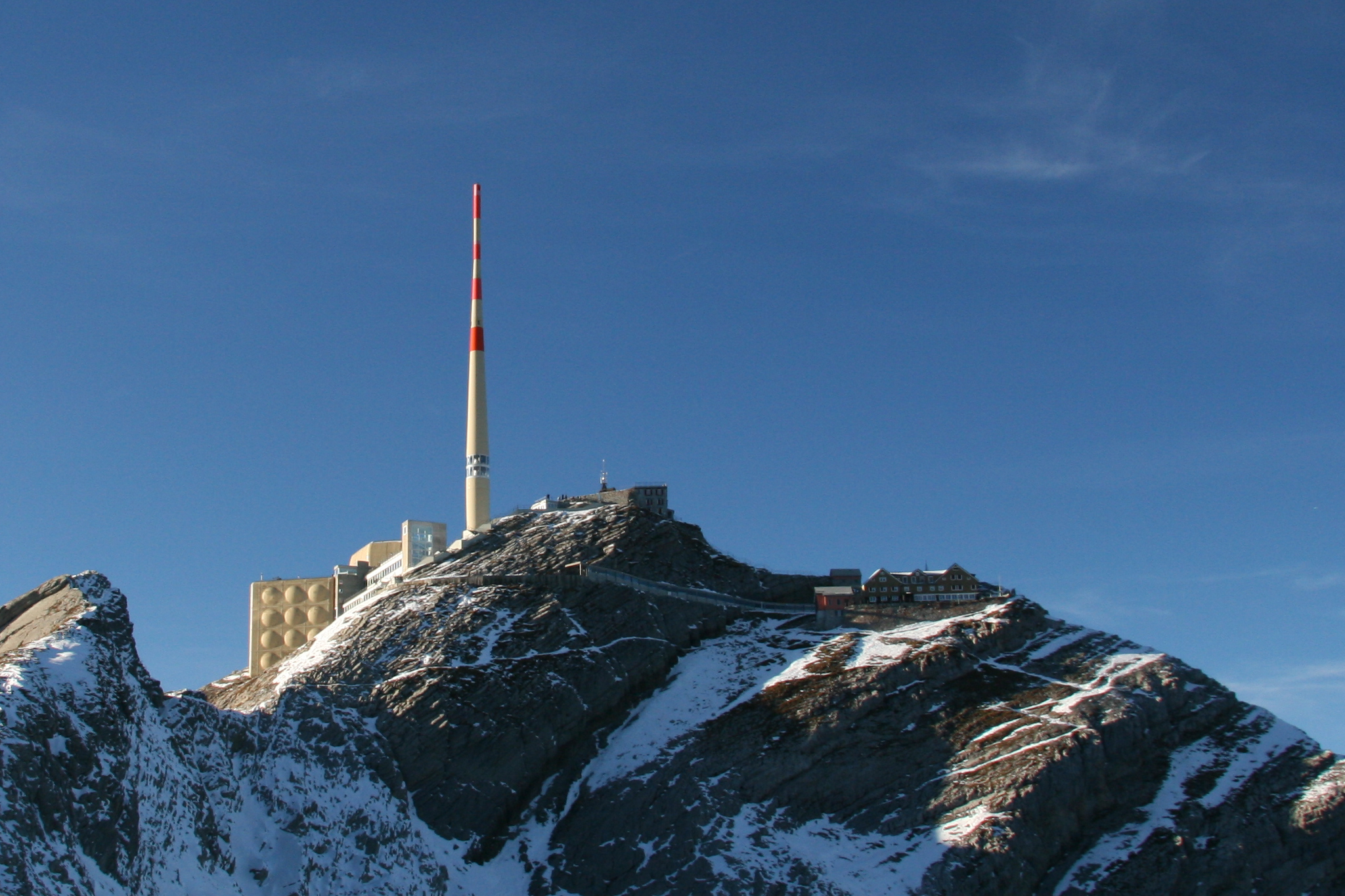
L'émetteur du Säntis.

Le sommet est surmonté d'un émetteur de 120 m de haut, de TV-FM, desservant une vaste partie N/E de la Confédération comme suit :
- DRS 1 : 101,5 MHz
- DRS 2 : 95,4 MHz
- DRS 3 : 105,6 MHz
- RSR La Première : 99,9 MHz
- RSI Rete Uno : 107,8 MHz
- SF 1 : canal 7
- SF 2 : canal 31
- TNT : canal 34 (3.2006)

Le rayonnement hertzien depuis les 2 500 m d'altitude débordant largement des frontières de la Confédération, il n'est pas rare de recevoir des images en Allemagne et aussi en France. Cette situation exceptionnelle a par ailleurs compliqué et retardé le plan de déploiement de la TNT en Suisse, dans le cadre d'accords internationaux. On y trouve également des installations Swisscom.
On y trouve également une station météorologique, un observatoire de la foudre de l'EPFL, et une installation du projet européen Laser Lightning Rod qui vise à déclencher la foudre par laser,,.

## Accès et commodités
Le sommet est accessible en téléphérique depuis le col de la Schwägalp (de). L'accès jusqu'au col est assuré par la route. Des cars postaux circulent entre Schwägalp et les stations Appenzellerbahn de Urnäsch et SüdOstBahn de Nesslau-Neu-St.-Johann. Un vaste parking est à disposition des voyageurs en voiture près de la station du téléphérique.
Au sommet du Säntis, dans la station principale, se trouvent deux restaurants panoramiques et diverses installations pour l'accueil des nombreux touristes. Grâce à sa situation exposée, on y a un vaste panorama : on voit des parties de la Forêt-Noire ainsi que des sommets de Suisse, d'Allemagne, d'Autriche, du Liechtenstein, de France et d'Italie.

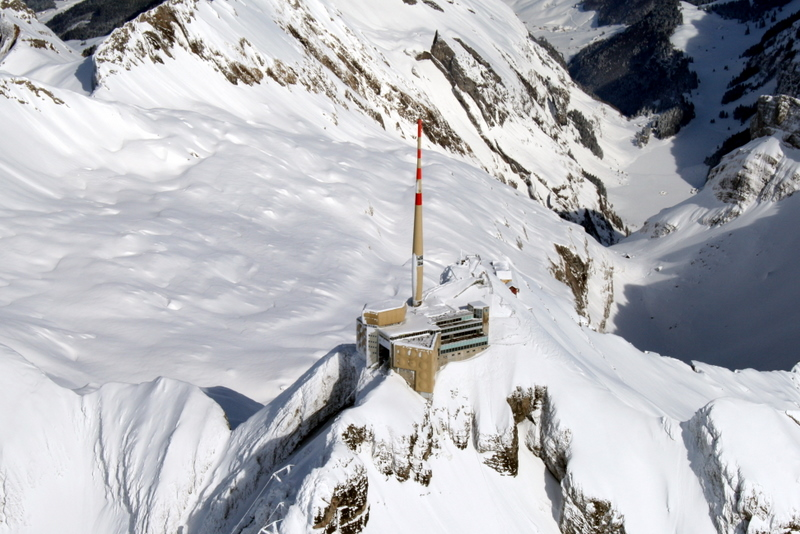
Vue aérienne du Säntis
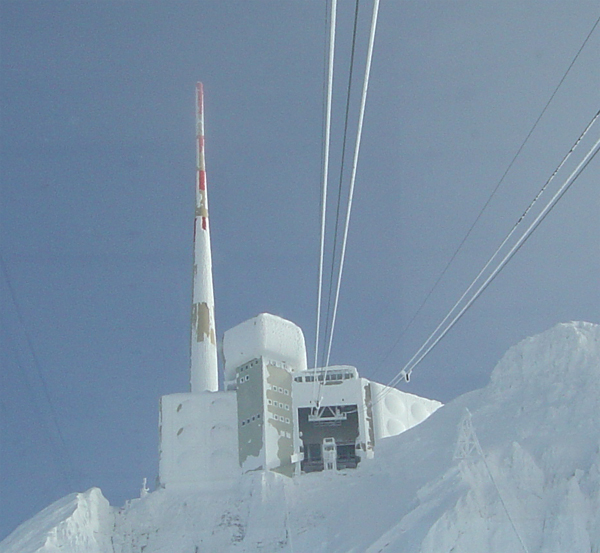
L'arrivée du téléphérique et l'émetteur du Säntis
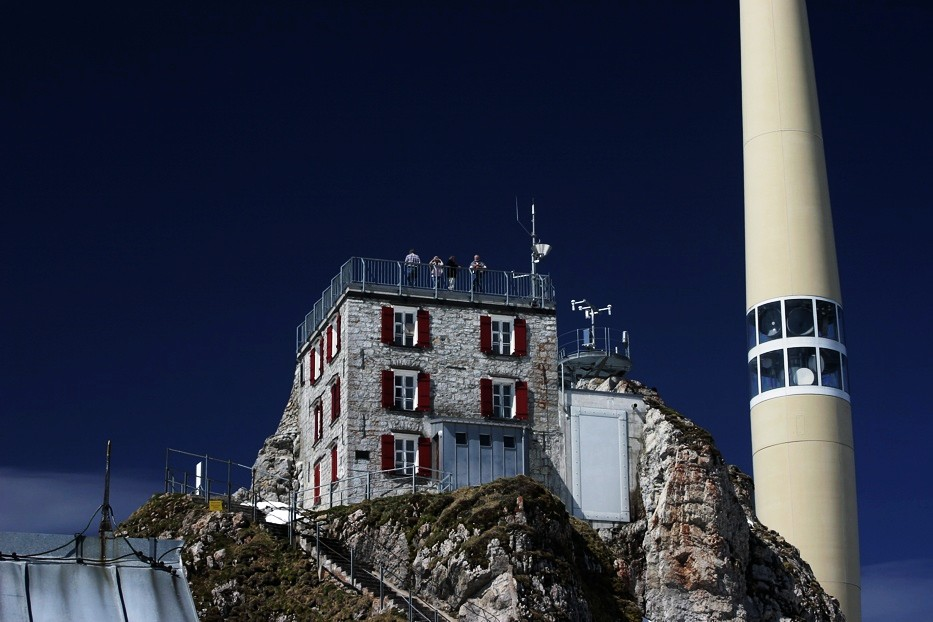
Installations de la station météorologique de MétéoSuisse
Carte postale du sommet de 1903

## Culture
Le Säntis fait partie des montagnes qui apparaissent sur la photo officielle de 2024 du Conseil fédéral.